# Codex Mariendalensis

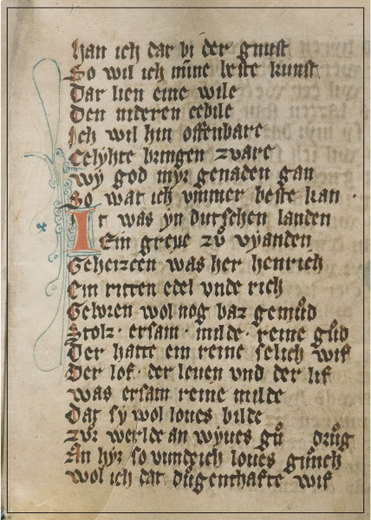
Een pagina uit het manuscript

De Codex Mariendalensis is een manuscript over het leven van Yolande van Vianden. Het bevat een episch gedicht over deze zalige en haar biografie door broeder Hermann von Veldenz. De teksten zijn opgesteld in het Moezelfrankisch, een voorloper van het huidige Luxemburgs. Het manuscript is daarom zowel historisch als taalkundig van belang.
De Codex Mariendalensis werd in 1999 ontdekt in de bibliotheek van het Vieux Château d'Ansembourg door de taalkundigen Guy Berg en Yasmin Krull. De Luxemburgse staat kocht het aan in 2008 en het maakt nu deel uit van de collectie van de Nationale Bibliotheek van Luxemburg.